# Бондар Олександр Васильович (Герой Соціалістичної Праці)
Бондар Олександр Васильович (нар. 6 вересня 1952, с-ще Липовець Липовецького району Вінницької області — 20 листопада 2021, Москва) — бригадир комсомольсько-молодіжної бригади монтерів шляху СМП-581 тресту «Нижнеангарсктрансстрой», Герой Соціалістичної Праці. Бригада О.В. Бондаря спільно з бригадою І.М. Варшавського брала участь в укладенні 29 вересня 1984 року «золотого ланцюга» на роз'їзді Балбухта в Читинській області, відкривши тим самим скрізний рух по всій БАМ — від Байкалу до Амура. Почесний громадянин Республіки Саха (Якутія).

## Біографічні відомості
Народився 6 вересня 1952, с-ще Липовець Липовецького району Вінницької області.
У 1971 році закінчив Вінницький технікум залізничного транспорту та направлений на роботу в Забайкалля до Нижньоудинська.
У травні 1971 року призваний до лав Радянської Армії, служив в ракетних військах у Забайкаллі. Після завершення служби у травні 1973 року повернувся до рідних країв, де працював на залізниці майстром дистанції шляху.
2 травня 1974 року перша група бійців Всесоюзного ударного загону під командуванням Петра Петровича Сахна гелікоптерами доставлена із Усть-Кута на місце майбутньої станції Таюра, серед них був і О.В. Бондар.
У 1983 році заочно закінчив Іркутський інститут інженерів залізничного транспорту.
З вересня 1982 року по 1989 рік — керівник Дорпрофспілки транспортних будівельників Забайкалля.
З 1993 року працював у Якутії.
Почесний громадянин Республіки Саха (Якутія) (2011).